# Edward Bryant
Pour les articles homonymes, voir Bryant.
Edward Bryant, né le 27 août 1945 à White Plains dans l'État de New York et mort le 10 février 2017 au Colorado, est un écrivain américain de science-fiction et d'horreur.

## Biographie
Vivant dans l'État du Wyoming où il a fait ses études, Edward Bryant a commencé à écrire à la fin des années 1960.

## Œuvres

### SérieWild Cards
1. Wild Cards, J'ai lu, coll. Nouveaux Millénaires, 2014 ((en) Wild Cards, 1987)Anthologie de nouvelles écrites avec Michael Cassutt, Leanne C. Harper, Stephen Leigh, David D. Levine, George R. R. Martin, Victor Milán, John J. Miller, Lewis Shiner, Melinda Snodgrass, Carrie Vaughn, Howard Waldrop, Walter Jon Williams et Roger Zelazny
2. Jokers Wild, J'ai lu, coll. « Nouveaux Millénaires », 2015 ((en) Jokers Wild, 1987)Roman coécrit avec Leanne C. Harper (d), George R. R. Martin, John J. Miller, Lewis Shiner, Walton Simons (en) et Melinda Snodgrass
3. Aces Abroad, J'ai lu, coll. Nouveaux Millénaires, 2015 ((en) Aces Abroad, 1988)Anthologie de nouvelles écrites avec Michael Cassutt, Gail Gerstner-Miller, Leanne C. Harper, Stephen Leigh, George R. R. Martin, Victor Milán, John J. Miller, Kevin Andrew Murphy (en), Lewis Shiner, Walton Simons (en), Melinda Snodgrass et Carrie Vaughn
4. Down and Dirty, J'ai lu, coll. Nouveaux Millénaires, 2016 ((en) Down and Dirty, 1988)Anthologie de nouvelles écrites avec Pat Cadigan, Arthur Byron Cover, Leanne C. Harper, Stephen Leigh, George R. R. Martin, John J. Miller, Melinda Snodgrass, Walter Jon Williams et Roger Zelazny
5. (en) Dealer's Choice, 1992Roman coécrit avec Stephen Leigh, George R. R. Martin, John J. Miller et Walter Jon Williams

### Recueil de nouvelles
- Parmi les morts, Le Livre de poche, coll. S.F, no 7049, 1980 ((en) Among the Dead, and Other Events Leading up to the Apocalypse, Macmillan, 1973), trad. Jean-Pierre Pugi  (ISBN 2-253-02307-8)

### Autres nouvelles
- Il ne reste plus d'amant, 1972 ((en) Her lover's name was death, 1971), trad. Denise HersantPubliée dans Fiction no 227, OPTA
- Jade blue, 1979 ((en) Jade blue, 1971), trad. Brigitte ArielPubliée dans l'anthologie Univers no 19, J'ai lu
- Cinnabar : la légende de Cougar Lou Landis, 1980 ((en) The Legend of Cougar Lou Landis, 1973), trad. Brigitte ArielPubliée dans l'anthologie Univers 1980, J'ai lu
- Tourmaline Hayes et l'Hétérogyne, 1979 ((en) Hayes and the Heterogyn, 1975), trad. France-Marie WatkinsPubliée dans l'anthologie Univers no 16, J'ai lu
- Chant de pierre, 1983 ((en) Stone, 1978), trad. Luc CarissimoPubliée dans Fiction no 338, OPTA. Prix Nebula de la meilleure nouvelle courte 1978
- Les Dents du passé, 1980 ((en) Teeth marks, 1979), trad. Daniel LemoinePubliée dans Fiction no 313, OPTA
- Strates, 1981 ((en) Strata, 1980), trad. Gérard LebecPubliée dans Fiction no 321, OPTA
- En chevauchant les courants thermiques, 1982 ((en) The thermals of August, 1981), trad. Gérard LebecPubliée dans Fiction no 326, OPTA
- L'Ombre, 1983 ((en) In the shade, 1982), trad. Daniel LemoinePubliée dans Fiction no 342, OPTA
- Armagedon, 1985 ((en) Armageddon between sets, 1984), trad. Luc CarissimoPubliée dans Fiction no 363, OPTA
- Le Transfert, 1991 ((en) The transfer, 1985), trad. Jean-Daniel BrèquePubliée dans l'anthologie Territoires de l'inquiétude no 2, Denoël
- L'Étoile du Batteur, 1989 ((en) Drummer's star, 1987), trad. Françoise MailletPubliée dans Fiction no 405, éditions OPTA
- Au tréfonds, 2014 ((en) Down Deep, 1987)Écrit avec Leanne C. Harper (d). Publiée dans l'anthologie Wild Cards, J'ai lu, coll. « Nouveaux Millénaires »
- Dans le temps du rêve, 2015 ((en) Down In The Dreamtime, 1988)Publiée dans l'anthologie Aces Abroad, J'ai lu, coll. « Nouveaux Millénaires »
- Le Second Avènement de Buddy Holley, 2016 ((en) The Second Coming of Buddy Holley, 1988)Publiée dans l'anthologie Down and Dirty, J'ai lu, coll. « Nouveaux Millénaires »
- Adorables enfants, 1992 ((en) Good kids, 1989), trad. Pierre-Paul DurastantiPubliée dans l'anthologie Territoires de l'inquiétude no 4, Denoël
- Styx and Bones, 1999 ((en) Styx and Bones, 1999)Publiée dans l'anthologie 999, réunie par Al Sarrantonio (en)

## Récompenses
- Prix Nebula
  - Meilleure nouvelle courte 1978 pour Chant de pierre
  - Meilleure nouvelle courte 1979 pour giANTS